# Bledian Krasniqi
Bledian Krasniqi (* 17. Juni 2001 in Zürich) ist ein schweizerisch-kosovarischer Fussballspieler.

## Karriere

### Verein
Ausgebildet beim FC Zürich, hatte er im Alter von 17 Jahren seine ersten Ernstkämpfe in der 1. Mannschaft  in der Europa League gegen AEK Larnaka, bei Ludogorez Rasgrad und in Neapel.
Von 2019 bis 2021 wurde er an den FC Wil ausgeliehen und bestritt dort 70 Wettbewerbspartien. In der Saison seiner Rückkehr zum FC Zürich wurde er Schweizer Meister und dabei in zwei Drittel der Spiele eingesetzt.

### Nationalmannschaft
Nach diversen Auswahlmannschaften spielte Krasniqi für die U-21-Mannschaft des Schweizerischen Fussballverbands.